# 三稜齒獸科
三稜齒獸科（學名：Tritheledontidae）也被稱為鼬龍類（Ictidosauria），是群小到中型的犬齒獸類，身長約10到20公分。
在1912年，南非古生物學家羅伯特·布魯姆（Robert Broom）建立三稜齒獸科。在某些文獻中，曾被誤拼為「Trithelodontidae」。
三稜齒獸科是極度類似哺乳類且高度特化的犬齒獸類動物，但是牠們的生理結構上仍保留許多爬行動物的特徵。三稜齒獸科是從基礎真犬齒獸類動物演化而來，像是犬頜獸。三稜齒獸科主要是肉食性或食蟲性，雖然有些物種已經發展出雜食性的特徵。三稜齒獸科的化石顯示出牠們與哺乳類有接近親緣關係。三稜齒獸類是存活最久的非哺乳類獸孔目之一，從晚三疊紀存活到中侏儸紀。目前不清楚為何這群動物在侏儸紀滅絕。一個可能的解釋是牠們與其近親哺乳類的競爭失敗。大多數侏儸紀的哺乳類是肉食性動物，而且可能會捕食三稜齒獸類。一群稱為三尖齒獸目（Triconodonta）的肉食性哺乳類，首次出現在晚侏儸紀，牠們可能獵食任何小型動物，包括深處危險的三稜齒獸類。三稜齒獸科的化石發現於南美與南非，顯示出牠們存活在盤古大陸南部。

## 種系發生學 & 屬
- 里奧格蘭德獸 Riograndia
- 三稜齒獸亞科 Thrithelodontinae
  - Chalimia
  - Elliotherium
  - 雙節頜獸 Diarthrognathus
  - Irajatherium
  - 三稜齒獸 Trithelodon
  - Pachygenelus

## 外部連結
- 三稜齒獸科（页面存档备份，存于）
- 三稜齒獸科